# Joachim Knabe
Joachim Knabe (* 18. Januar 1921 in Wilsdruff; † 28. Mai 2005) war ein deutscher Chemiker und Pharmazeut.

## Leben
Knabe studierte ab 1947 Pharmazie und Lebensmittelchemie an der TU Braunschweig, wo er 1953 promoviert wurde und sich 1959 habilitierte. Hier entstand in Zusammenhang mit Harry Auterhoff ein bekanntes deutschsprachiges Lehrbuch der pharmazeutischen Chemie (zuerst 1962, ab der 12. Auflage 1991 mit dem Professor an der FU Berlin Hans-Dieter Höltje).
1965 wurde er ordentlicher Professor für Pharmazeutische Chemie an der Universität des Saarlandes, wo er das Institut für Pharmazeutische Chemie gründete. 1989 wurde er emeritiert.
Er befasste sich mit Alkaloiden (besonders Isochinoline) und Stereospezifizität von Arzneimitteln. Mit seinem Kollegen Walter Rummel forschte er über Wirkunterschiede von Enantiomeren von Barbituraten. Von ihm stammen über 200 wissenschaftliche Publikationen.
1977 wurde er Mitglied der Leopoldina. Er erhielt 1981 die Carl-Mannich-Medaille und 1985 die Hermann-Thoms-Medaille der Deutschen Pharmazeutischen Gesellschaft, deren Landesgruppe Saar er lange vorstand.

## Schriften
- mit Harry Auterhoff, Hans-Dieter Höltje: Lehrbuch der Pharmazeutischen Chemie. 14. Auflage, Wissenschaftliche Verlagsgesellschaft Stuttgart, 1999, ISBN 3-8047-1645-8.